# Mychajło Kuryłowycz
Mychajło Kuryłowycz (ur. 6 maja 1821 w Niżniowie, zm. 1 kwietnia 1884) – ukraiński ksiądz greckokatolicki, działacz społeczny, moskwofil. Poseł do Sejmu Krajowego Galicji I kadencji (1861–1867).

## Życiorys
Pleban w Nałużu (powiat Trembowla), przez czas długi w Buczaczu (cerkwi Opieki Matki Bożej i św. Mikołaja).
Radny miasta Buczacza (m.in. w 1877). Wybrany do Sejmu Krajowego w IV kurii (gmin wiejskich) obwodu Tarnopol, z okręgu wyborczego nr 40 Trembowla–Złotniki.
Pochowany w Buczaczu na cmentarzu Nagorzańskim, w pobliżu cerkwi św. Michała).